# MUE-Train

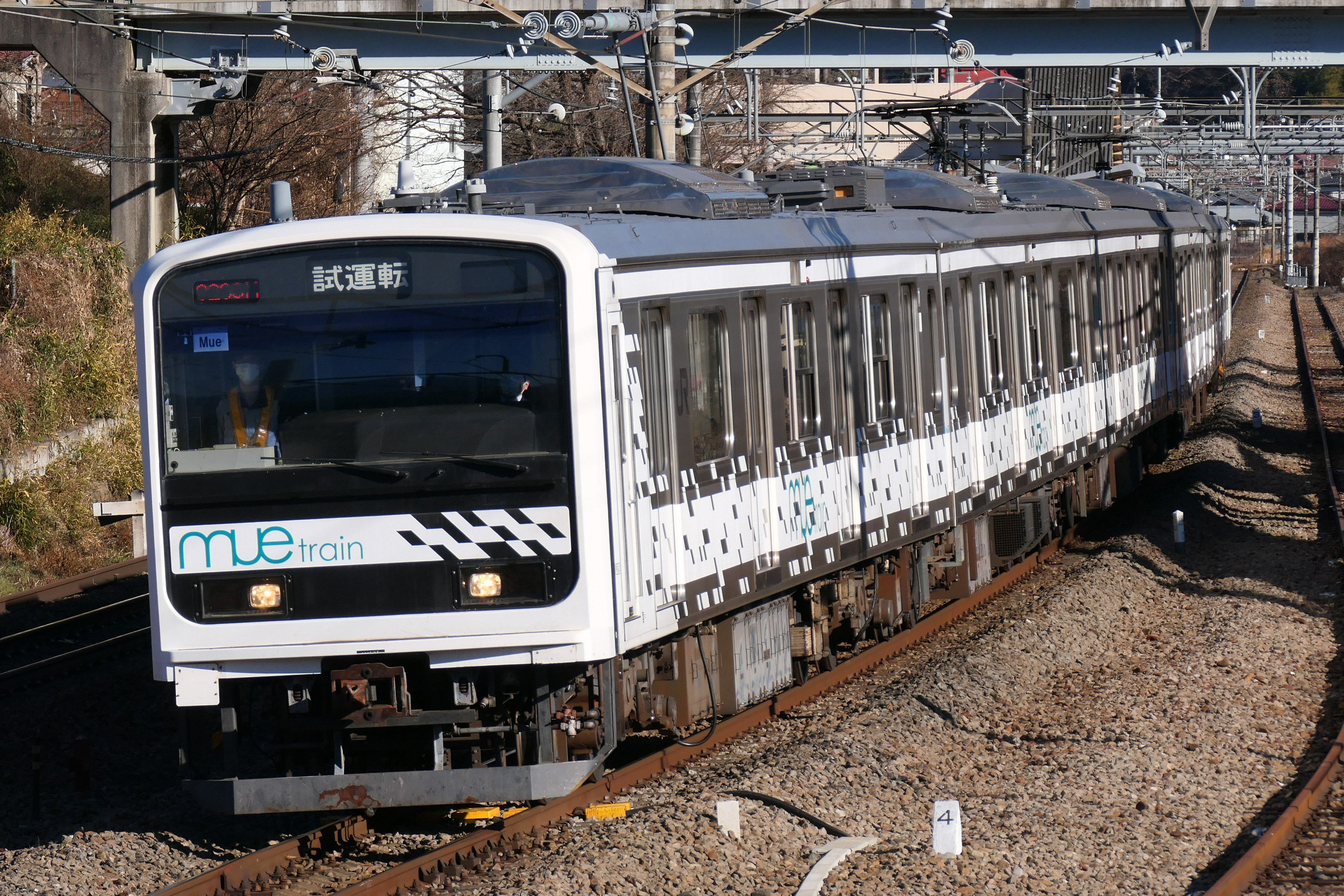
MUE-Train
（2020年12月 鳥沢駅 - 猿橋駅間）

MUE-Train（ミュートレイン）は、東日本旅客鉄道（JR東日本）が、2008年（平成20年）に、在来線車両の技術試験のために209系電車を改造して製作した研究開発用の事業用直流電車（試験車）。

## 概要

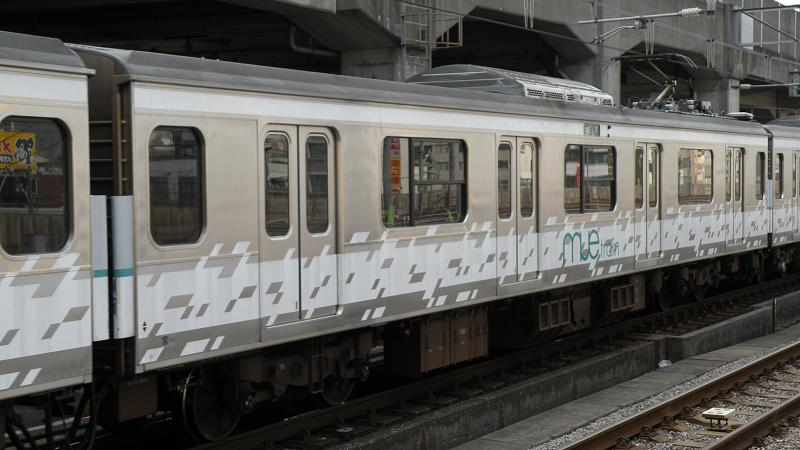
3号車のモヤ209-4。パンタグラフがシングルアーム式のものに交換されている。
（2009年10月20日 赤羽駅）

MUE-Train はMUltipurpose Experimental Train（多目的試験列車電車）を略した愛称。浦和電車区に配置され、京浜東北線・根岸線で使用されていた209系0番台ウラ2編成（川崎重工業製、10両）のうち7両を使用して2008年10月に長野総合車両センターで改造された。車両の記号番号は営業運転当時の普通車を表す「ハ」を、試験車を表す「ヤ」に変えたのみ。改造後は川越車両センターに配置され、首都圏の在来線で走行試験が行われている。
また、次世代車両制御システム「INTEROS」の実用化に向けた試運転をこれまでに行ってきたが、その成果を踏まえて同システムは2015年に試験運転が開始され、同年11月30日に山手線で定期運用を開始したE235系にJRの列車として初めて搭載されることとなった。E235系の定期運用が開始された今日でも、当試験車における試運転は継続されている。

## 試験内容

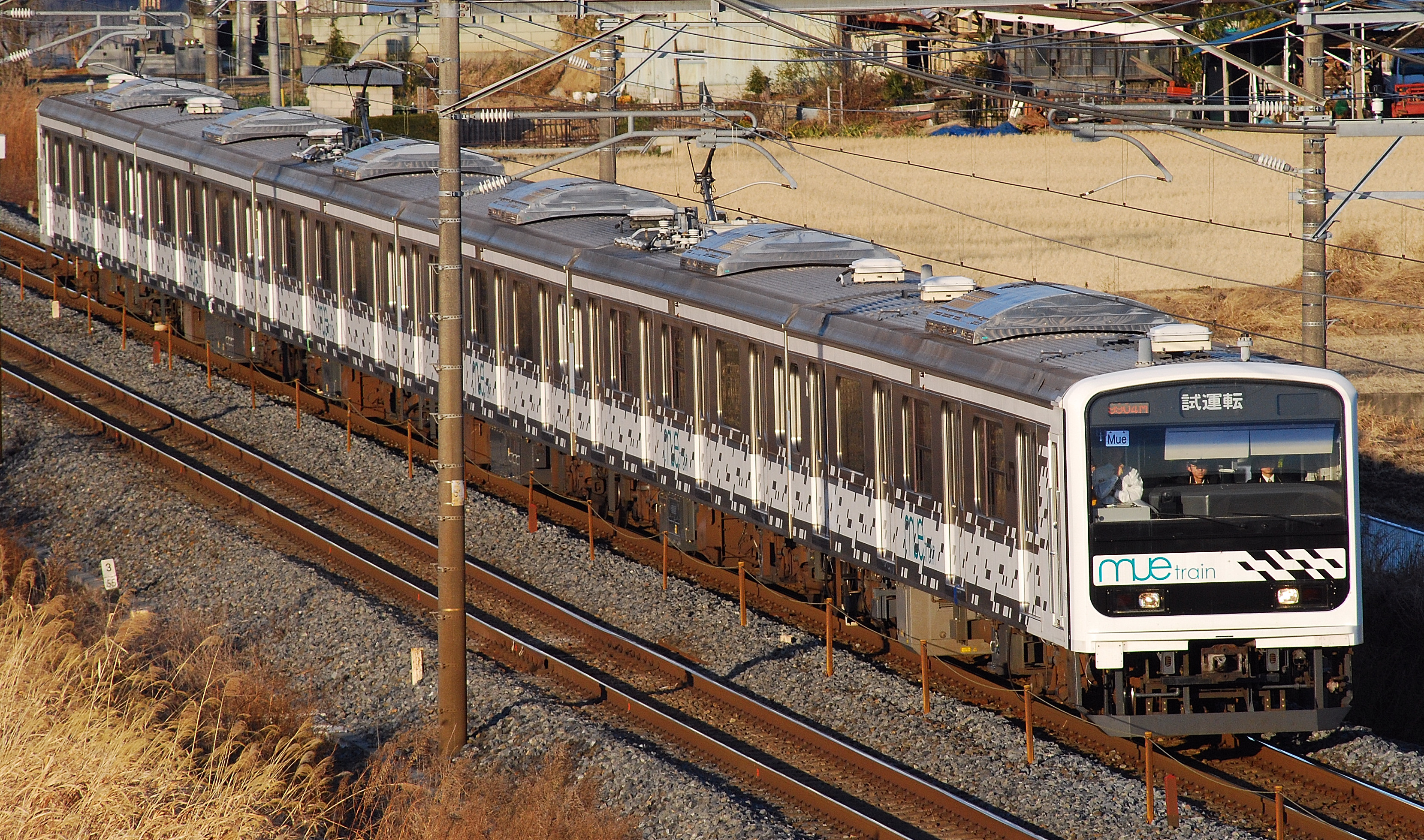
東北本線を試験走行するMUE-Train
（2011年1月19日 栗橋-東鷲宮）

「車両の性能向上に関する開発」「次世代車両制御システムの開発」「営業用車両を用いた地上設備の状態監視用機器の開発」に関わる走行試験を行うとしている。 
主な試験実施内容
1. 車両の性能向上に関する開発
  - 空気ばね式車体傾斜機構の試験
  - 降雨時のブレーキ力向上試験
  - 台車の性能向上試験
  - WiMAX（高速データ通信）の検証試験
  - 走行する車両による風速の測定試験
2. 次世代車両制御システム（INTEROS）の開発
  - モーター・ブレーキの制御装置と指令・状態監視装置の試験
  - 営業用車両を用いた地上設備の状態監視用機器の開発
  - レール、架線、保安装置（ATS / ATC）などの状態を計測する小型の車両搭載用装置の試験

## 編成
当初は7両編成であったが、4号車を抜いた6両編成で運用されることが多かった。サヤ209-8は試験終了にともない2010年（平成22年）に廃車され、以降は6両編成で試験に供されている。

### 編成表（川越線内基準）
|          | ← 甲斐大和・奥多摩・成田・大宮川越車両センター・黒磯 → |                                                  |                                                  |                                         |                                         |                                         |                                         |
| 号車     | 7                                                      | 6                                                | 5                                                | 4                                       | 3                                       | 2                                       | 1                                       |
| 車両     | クヤ209-2                                              | モヤ209-3                                        | モヤ208-3                                        | サヤ209-8                               | モヤ209-4                               | モヤ208-4                               | クヤ208-2                               |
| 試験内容 | 次世代車両制御システム（INTEROS）の開発                | 次世代車両制御システム（INTEROS）の開発          | 次世代車両制御システム（INTEROS）の開発          | 次世代車両制御システム（INTEROS）の開発 | 次世代車両制御システム（INTEROS）の開発 | 次世代車両制御システム（INTEROS）の開発 | 次世代車両制御システム（INTEROS）の開発 |
| 試験内容 | 営業用車両を用いた地上設備の状態監視用機器の開発       | 営業用車両を用いた地上設備の状態監視用機器の開発 | 営業用車両を用いた地上設備の状態監視用機器の開発 | 台車の性能向上試験                      | 降雨時のブレーキ力向上試験              | 降雨時のブレーキ力向上試験              | 降雨時のブレーキ力向上試験              |
| 試験内容 | 走行車両による風速の測定試験                           |                                                  |                                                  |                                         |                                         | 空気ばね式車体傾斜機構の試験            | 空気ばね式車体傾斜機構の試験            |
| 試験内容 |                                                        |                                                  |                                                  |                                         |                                         | WiMAXの検証試験                         |                                         |

## デザイン

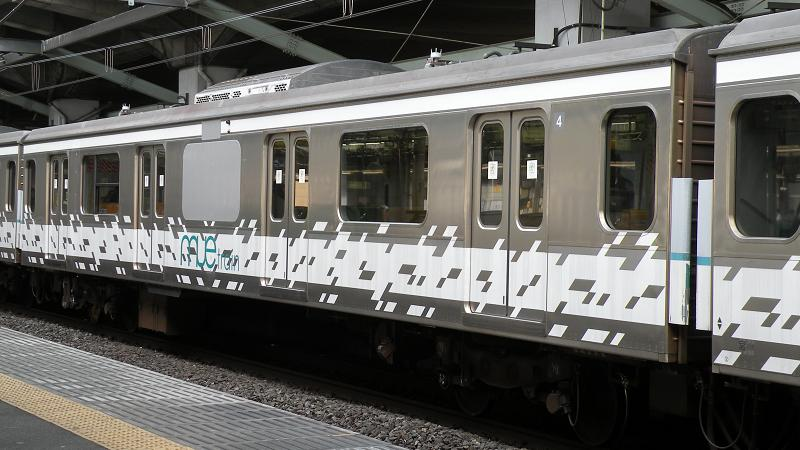
4号車のサヤ209-8。改造後に中央部の窓と行先表示装置が閉鎖された。白い模様は車体中央でV字状となっている。
（2009年10月20日 赤羽駅）

明るい未来、希望を表現する「白」を帯色とし、多くの分野の光り輝く新技術が集結して新しい鉄道システムを構築するイメージを帯に集めるブロックパターンと、つながった「mue」の文字により表現している。編成両端各3両のブロックパターンは4号車方向に下がる斜め模様となっており、4号車の模様はV字状となっている。

## 車両の特徴
ATS-P、ATS-SN、ATC-6といった複数の保安装置を搭載し、様々な路線・状況での試験が可能となっている。また、空気ばね車体傾斜機構の試験のため、車高を抑え、重心を下げるための錘を積んでいる。
しかしATACSは搭載されておらず、埼京線の池袋 - 大宮駅間がATC-6からATACSに変更されたため当車両は同区間に入線できない。

## 試験スケジュール
| 2008年度  | 2008年度                                         | 2009年度                   | 2010年度                     | 2011年度                     |
| --------- | ------------------------------------------------ | -------------------------- | ---------------------------- | ---------------------------- |
| 車両 改造 | 第1期走行試験                                    | 第1期走行試験              | 第2期走行試験                | 第2期走行試験                |
| 車両 改造 | 車両の性能向上に関する開発                       | 車両の性能向上に関する開発 | 次世代車両制御システムの開発 | 次世代車両制御システムの開発 |
| 車両 改造 | 営業用車両を用いた地上設備の状態監視用機器の開発 |                            |                              |                              |